# What's up 宝塚
『What's up 宝塚』（ワッツアップ たからづか）は、スカパー!e2のTAKARAZUKA SKY STAGEで2007年12月1日にスタートした情報番組。

## 概要
宝塚歌劇団の現在の公演情報を届ける「TAKARAZUKA NEWS」を凝縮して放送。

## STAGE GUIDE
宝塚大劇場公演
ポスター撮影、トップスターと組長のよもや話、メンバーのインタビュー、稽古場映像、初日の舞台映像、さらに、初日終演直後のインタビューを紹介。
東京宝塚劇場公演
大劇場公演千秋楽の舞台映像、東京公演直前の稽古場映像、東京公演初日の舞台映像（トップスター、娘トップの2ショットインタビュー）を紹介。
地方、全国ツアー公演
地方公演、さらに全国ツアー公演の初日舞台映像を紹介。

## スタッフ
- ナビゲーター:小崎正義
- 制作協力:東通インフィニティー
- 構成・編集:井出普子・森田晋介
- プロデューサー:柴田薫
- 公演制作著作:宝塚歌劇団
- 制作著作:宝塚クリエイティブアーツ

## 放送時間
TAKARAZUKA SKY STAGE
- 初回:月曜日 7:45 - 8:00

TwellV（放送終了）
- 月曜日 7:30 - 7:45（初回）、20:30 - 20:45
- 水曜日・金曜日 7:30 - 7:45
- 火曜日・木曜日 16:00 - 16:15
- 金曜日 20:15 - 20:30

ベイ・コミュニケーションズ
- 随時

## TwellVの宝塚関連番組
現在は全て放送終了。
- 宝塚ドリーミング・シアター
- 阪急・浪漫沿線
- 宝塚アーカイブス
- 初風緑のNOBI NOBIダンシング